# Ежуга
Ежуга или Щелья — река в России, протекает по Лешуконскому району Архангельской области. Левый приток Мезени. Длина реки составляет 51 км.

## Гидрография
Образуется при слиянии рек Большой Чёлас и Колодливая на высоте 29,8 м над уровнем моря. Генеральное направление течения — северо-восток. Устье реки находится в 7 км к северо-западу от села Лешуконское, в 196 км от устья Мезени по левому берегу.
Притоки от устья к истоку:
- устье
- ручей Фёдоров (пр)
- Сигой (лв)
- 8 км: Комша (лв)
- ручей Выдрин (пр)
- ручей Большой Ревый (пр)
- Брякун (пр)
- ручей Малый Ревый (пр)
- Еловец (лв)
- Чублас (лв)
- 51 км: Большой Чёлас (пр)
- 51 км: Колодливая (лв)

## Данные водного реестра
По данным государственного водного реестра России, относится к Двинско-Печорскому бассейновому округу, водохозяйственный участок реки — Мезень от истока до водомерного поста у деревни Малонисогорская. Речной бассейн реки — Мезень.
Код объекта в государственном водном реестре — 03030000112103000048563.